# Pulau Kera
Pulau Kera är en ö i Indonesien. Den ligger i den sydöstra delen av landet, 1 900 km öster om huvudstaden Jakarta.